# Маријус (жирафа)
Маријус (енгл. Marius; 6. фебруар 2012 — 9. фебруар 2014) био је мушка жирафа која је живела у Копенхагенском зоолошком врту. Иако је био здрав, власти зоолошког врта су сматрале како је он генетски неподобан за будући узгој и зато су одлучили да га убију. Упркос неколико понуда од бројних људи који су желели да га спасе тако да га усвоје, убијен је 9. фебруара 2014. године. Његов тело је касније служило за храњене других животиња. Овај догађај је добио светску медијску пажњу, укључујући и претње смрти особљу зоолошког врта.
Маријус је убијен пушком. Многи су људи због његовог убиства протестовали.